# Fazekas Tamás
Fazekas Tamás (Kiskunfélegyháza, 1950. május 4. –) magyar belgyógyász, kardiológus, szív-elektrofiziológus, klinikai farmakológus szakorvos, címzetes  egyetemi tanár, az orvostudomány (MTA) doktora. Szakterülete az experimentális és klinikai szív-elektrofiziológia, aritmológia és az antiaritmiás gyógyszerfejlesztés. Magyarországon az 1970-es évektől kezdődően lerakta az ún. proaritmia-koncepció (gyógyszeres aritmogenezis) alapjait és folyamatosan továbbfejlesztette ezt a nézetrendszert.

## Életpályája
Édesapja, Fazekas Lajos dr. (1915–1973) a kiskunfélegyházi városi kórház belgyógyászati osztályának vezető főorvosa (1950–1973) volt; 1957-től haláláig a kórházigazgatói feladatokat is ellátta. Édesanyja, szül. Gödry Klára (1925-1991) az ötvenes évek elejétől nyugdíjazásáig szintúgy a kiskunfélegyházi kórházban dolgozott laboratóriumi asszisztensnőként.
Elemi iskoláját a kiskunfélegyházi József Attila Általános Iskolában végezte (1956-1964). Középiskolai tanulmányait 1964 szeptemberétől 1967. január 31-ig a kiskunfélegyházi Móra Ferenc Gimnáziumban, 1967. február 1-től a szegedi József Attila Tudományegyetem (JATE) Ságvári Endre Gyakorló Gimnáziumában végezte. 1968-ban maturált jeles eredménnyel (7-IV/c.1967-1968).
Ugyanebben az évben maximális pontszámmal vették fel a Szegedi Orvostudományi Egyetem (SZOTE) Általános Orvostudományi Karára (ÁOK). Harmadéves medikusként a Kórbonctani Intézetben (témavezető: Dr. doc. Tószegi Anna; igazgató: prof. Dr. Ormos Jenő), a IV-V. tanévben az I. sz. Belgyógyászati Klinika citogenetikai laboratóriumában (témavezető: Dr. Fleischmann Tamás; igazgató: prof. Dr. Julesz Miklós) végzett tudományos diákköri (TDK) munkát. 1974-ben kapta meg summa cum laude orvosdoktori diplomáját (SZOTE, 165/1974. O.E.sz.). Az Egészségügyi Minisztérium 29513 sor- és pecsétszámmal vette fel az Orvosok Országos Nyilvántartásába. Ezután hét hónapig szülővárosa (Kiskunfélegyháza) kórházának belgyógyászati osztályán dolgozott segédorvosként.
1975. május 1-én került a szegedi Szent-Györgyi Albert Orvostudományi Egyetem (2000 óta Szegedi Tudományegyetem/SZTE) ÁOK I. Belgyógyászati Klinikájára. Gyógyítói, oktatói és tudományos munkáját 1975-től 1991-ig prof. Dr.Varró Vince, 1991-től 2008-ig prof. Dr. Lonovics János klinikaigazgató egyetemi tanár irányította. 1979-ben belgyógyászatból/belbetegségekből (581/1979; Szeged/Szakorvosképesítő Bizottság), 1988-ban kardiológiából (704/1988; Orvostovábbképző Intézet = OTKI), 1990-ben klinikai farmakológiából (203/1990; OTKI) nyert jeles szakképesítést. 2008-ban a kardiológia és (a)ritmológia területén végzett munkásságának elismeréseként a Magyar Kardiológusok Társasága (MKT) Aritmia-Pacemaker Munkacsoportjának elnöksége honoris causa szív-elektrofiziológus szakképesítéssel ruházta fel.
1985. december 19-én megvédte "Zsírsavak és lizolipidek patogenetikai szerepe a heveny szívizom infarktus korai szakában" c. értekezését és elnyerte az orvostudomány kandidátusa (MTA/TMB sorszám: 11.011) tudományos fokozatot. Az akadémiai kandidátusi minősítést (Cs) a Szent-Györgyi Albert Orvostudományi Egyetem Doktori és Habilitációs Bizottsága 1996. február 2-án keltezett diplomával (4/1996. R. sz.) PhD doktori fokozatként is elismerte.

## Szakmai tevékenysége
1983 óta tart az orvostanhallgatóknak belgyógyászati/(elektro)kardiológiai témakörben magyarul és angolul tantermi előadásokat az I. Belgyógyászati Klinikán. A szegedi angol medikusképzésben, annak megindulása (1985) óta, részt vesz, ehhez tömör angol szívgyógyászati jegyzetet írt. 1996 óta belgyógyász tagja az SZTE/ÁOK záróvizsga-bizottságainak. 2002-2010 között a Debreceni Egyetem OEC dékánjának felkérésére, kredit-tanfolyam keretében az angolul oktatott orvostanhallgatóknak vendégelőadásokat tartott a szívritmuszavarok orvoslásáról.
A Szegedi Tudományegyetem Általános Orvostudományi Karán tanársegéd, adjunktus, osztályvezető docens, magántanár (148-3/1998. O.E. sz), majd 2006-ban címzetes egyetemi tanár (23-8/2006) lett. 1995-ben habilitált (72-61/1995. SZTE/O.E.sz.), 2000. december 4-én (a maximális 21 (7x3) pont elérésével) védte meg "Az antiarrhythmiás gyógyszerek klinikai alkalmazásának biztonsága. Antiarrhythmiás és proarrhythmiás gyógyszerhatások" c. akadémiai (MTA) nagydoktori (DSc) értekezését.
A hosszabb időtartamú külföldi tanulmányutak (Glasgow, Maastricht, Oklahoma City, Göteborg; összesen 3 év) során elsajátított ismeretek és készségek birtokában, hazatérése után, több gyógyszeres és nemfarmakológiai eljárást/módszert ismertetett, s Magyarországon lerakta az ún. proarrhythmia-koncepció elméleti és klinikai alapjait. Elsőként végzett és publikált (magyar orvosként) transzkatéteres, rádióhullámmal végzett ablációkat a szív különböző területein (AV-csomó lassúpálya, AV-bypass-köteg, bal Tawara-szár). Világelső megfigyelése/közlése arról számol be (intraventricularis EKG-k regisztrálásával), hogy a szívglikozid-mérgezésben megfigyelhető kamrai tachyarrhythmiákat az intravénás magnézium (iv. Mg) a ritmuszavart "beindító" és fenntartó késői utódepolarizációk (delayed afterdepolarizations = DADs) szuppressziójával/kioltásával szünteti meg. Közel 30 éve tart posztgraduális/orvostovábbképző előadásokat országos, egyetemi/régionális és kórházi szakfórumokon, tudományos konferenciákon, elsősorban a kardiovaszkuláris betegségek és a szívritmuszavarok diagnosztikájáról és gyógykezeléséről.

## Érdeklődési területe
Érdeklődési területe a bel- és szívgyógyászat, főképp az aritmológia, a klinikai és experimentális szív-elektrofiziológia. Kb. 408 publikációja (MTMT2 = Magyar Tudományos Művek Tára 2; 2022 november 19) van, ebből 50 in extenso idegen nyelvű (jobbára angol szaklapokban közzétett) dolgozat. Önálló (független) idézetei száma ~ 418 (2016 január 3; Magyar Tudományos Művek Tára, folyamatban lévő gyűjtés).

## Fontosabb művei
Tizenegy könyve jelent meg: hat az Akadémiai, három a Medicina Könyvkiadó, kettő pedig az SZTE gondozásában (tíz magyarul, egy angolul). A Medicina Könyvkiadó 1989-ben adta ki a "Klinikai betegbemutatások. Válogatott fejezetek a belgyógyászatból" c. könyvet (szerk.: Varró Vince, Fazekas Tamás). Az Akadémiai Kiadó gondozásában 1992-ben közzétett monográfia (szerk.: Fazekas Tamás, Selmeczi Béla, Stefanovits Pál: A magnézium) szerkesztője és a kardiológiai fejezet szerzője volt; a könyv 1994-ben elnyerte a Magyar Tudományos Akadémia (MTA) Nívódíját. Ugyanebben az évben angolul is kiadták (eds.: T. Fazekas, B. Selmeczi, P. Stefanovits: Magnesium in Biological Systems; Akadémiai Kiadó, 1994). 1999-ben látott napvilágot a Klinikai szív-elektrofiziológia és aritmológia c. átfogó, 675 oldalas kézikönyv az Akadémiai Kiadó gondozásában (szerk.: Fazekas Tamás, Papp Gyula, Tenczer József) – ez a kötet 2000-ben szintén elnyerte az MTA Nívódíját. 2003-ban jelent meg a szegedi belgyógyászat/belklinika történetét összefoglaló intézmény- és tudománytörténeti könyv (szerk.: Lonovics János, Fazekas Tamás, Varró Vince: "A Szegedi Tudományegyetem Belgyógyászati Klinikájának története"; Akadémiai Kiadó, 2003). 2004 májusában a Medicina Könyvkiadó gondozásában látott napvilágot a szívritmuszavarok bizonyítékalapú (evidence-based) diagnosztikájáról és terápiájáról írt monográfia (Fazekas Tamás, Csanádi Zoltán: "A szívritmuszavarok kezelése. Klinikai bizonyítékok"). Két különálló kötetben összefoglalva szerkesztette a Varró Vince (1973-1991) és Lonovics János (1991-2006) klinikaigazgatói periódusa alatt közzétett publikációk teljes bibliográfiai jegyzékét, amelyek az SZ(O)TE/ÁOK gondozásában jelentek meg. 2009-ben adta közre az Akadémiai Kiadó "Klinikai szív-elektrofiziológia és aritmológia" c. 1120 oldalas kézikönyv második, bővített/átdolgozott kiadását (szerk.: Fazekas Tamás, Merkely Béla, Papp Gyula, Tenczer József), amelyet az MTA Orvosi Osztálya a 2009. év legjobb orvos-biológiai szakkönyvének nyilvánított, úgyhogy a kézikönyv (tíz év után ismét) elnyerte az MTA Nívódíját. 2010-ben jelent meg a Medicina Könyvkiadó gondozásában "Pitvarfibrilláció. A szívizomsejttől a betegágyig. Klinikai bizonyítékok." pp. 1–550) c. könyve, 2013-ban pedig az Akadémiai Kiadó kiadta a "Pitvarlebegés" c. kötetet (pp. 1–356). Ezen könyvek (Pitvarfibrilláció; Pitvarlebegés) a két legfontosabb és leggyakoribb, cca. száz éve felfedezett pitvari ritmuszavar-entitás legelső magyar nyelvű monografikus/komprehenzív összefoglalásai. A 2009-ben kiadott "Klinikai szív-elektrofiziológia és aritmológia", c. kézikönyv második, bővített/átdolgozott kiadása, valamint a 2013-ban közzétett "Pitvarlebegés" c. monográfia az Akadémiai Kiadó online könyvtárában is fellelhető. A 2009-ben kiadott "A kardiológia áttekintő története" c. könyvben (szerk.: Lozsádi Károly, Czuriga István; Medicina Könyvkiadó) tudománytörténeti fejezetben tekintette át két arrhythmia-entitás (a pitvarremegés és a Wolff–Parkinson–White-szindróma) históriáját. 2010-ben a "Kardiológia. Alapok és irányelvek" c. kézikönyvben (szerk.: Préda István, Czuriga István, Édes István, Merkely Béla; Medicina Könyvkiadó; 2010) Czuriga István c. egyetemi tanárral a pitvarfibrillációról írt fejezetet (pp. 493–527). 2018-ban a "Semmelweis 200 éve" c. magyar nyelvű kézikönyvben, 2019-ben annak angol kiadásában("Semmelweis 200 years")  (szerk.: Rosivall László; Semmelweis Kiadó) publikált fejezetet a budapesti Semmelweis-szoborcsoportról. 
10 angol és 80 magyar könyvfejezetet publikált. A belgyógyászat alapjai (Medicina Könyvkiadó Zrt), 2011) c. kétkötetes egyetemi tankönyv első, második és harmadik kiadása egyik interdiszciplináris fejezetét (A terhesség és a szív- és érrendszeri betegségek; pp. 597–601) Tulassay Zsolt főszerkesztő-akadémikus felkérésére írta.
Az MKT irányelv-munkabizottságának fölkérésére vett részt a Kardiológiai Szakmai Kollégium által évente kiadott vezérfonal-gyűjtemény (Kardiológiai útmutató, Medition Kiadó, Bp.) írásában. Az utóbbi években, a bel- és szívgyógyászati témájú dolgozatokon kívül, biblio- és szcientometriai, közlésetikai és tudomány(kardiológia)-történeti publikációkat (only online Kaleidoscope) is közzétett.
A pitvarfibrilláció patogenezise és klinikai jelentősége c. dolgozat (Fazekas T., Csanádi Z., Varró A., Orv Hetil 2003; 144: 155-163) 2004-ben a Markusovszky Lajos Alapítvány díjával tüntették ki.

## Tagságok
Több nemzetközi tudományos társaságnak oklevéllel/okirattal/diplomával igazolt aktív tagja:
- Heart Rhythm Society (HRS; korábban North American Society of Pacing and Electrophysiology/NASPE, USA: 1995. április 7. óta, első magyar tagként: certificate # 2417);
- European Heart Rhythm Association (EHRA);
- European Society of Cardiology (ESC) farmakoterápiai és szív-elektrofiziológiai munkacsoportjai (Working Group on Cardiovascular Pharmacology and Drug Therapy; WG on Arrhythmias; WG on Cardiac Cellular Electrophysiology);
- International Society for Heart Research (ISHR);
- International Society of Cardiovascular Pharmacotherapy (ISCP);
- 1996-ban Birminghamben tiszteletbeli tagjává fogadta az Európai Szívgyógyász Társaság (FESC = Fellow of the European Society of Cardiology).

Több cikluson át tagja volt a Magyar Belgyógyász Társaság (MBT) és a Magyar Kardiológusok Társasága (MKT) Arrhythmia-Pacemaker Munkacsoportja vezetőségének.
Az MTA Doktori Tanács DSc-tézisei megvédése (2000) óta többször megbízta akadémiai nagydoktori értekezések opponálásával vagy bírálóbizottsági tagsággal. A Szegedi Akadémiai Bizottság (SZAB) Orvostudományi Szakbizottság Kardiológiai Munkacsoportja Vezetőségének 1988 óta tagja. 1985 óta ajánlás (Prof. Dr. Varró Vince) alapján megválasztott tagja a Hetényi Géza Baráti Körnek. Politikai pártnak/szerveződésnek sem a rendszerváltoztatás (1989/1990) előtt, sem azután nem volt (és mind a mai napig nem) tagja.

## Előadások, tanulmányutak
1978-ban a tokiói VIII. Kardiológiai Világkongresszuson volt első, nemzetközi kitekintésű előadása. Aktív/előadói tengerentúli (USA) és európai konferenciarészvételeit a Soros Alapítvány több alkalommal anyagilag támogatta. 1990-91-ben a European Society of Cardiology (ESC) ösztöndíjával (amelyet a ESC Ösztöndíjbizottságának döntése alapján a posztkommunista országokból elsőként nyert el) egy évig a maastrichti Limburg Egyetem (Hollandia) Kardiológiai Klinikáján (témavezető: prof. Dr. Hein JJ Wellens tszv. egyetemi tanár), 1992-1993-ban az oklahomai egyetem (Oklahoma City, OK, USA) Belgyógyászati Klinikájának Kardiológiai Osztályán dolgozott (mentorok: prof. Dr. Ralph Lazzara és Dr. Benjamin J Scherlag egyetemi tanárok). 2-3 hónapos tanulmányúton volt Skóciában (Strathclyde Egyetem, Glasgow), Svédországban (Göteborg/Mölndal, Astra-Zeneca szív-, érrendszeri gyógyszerkutató osztály) és több ízben Maastrichtban. Mindenütt szívritmuszavarokkal foglalkozott és az antiarrhythmiás gyógyszerek hatásait tanulmányozta. Az említett élenjáró kardiológiai/kutatói központok vezető munkatársaival mind a mai napig személyes/tudományos (publikációkban testet öltő) kapcsolatot tart; Hein Wellens és Benjamin Scherlag professzorok, a szív-elektrofiziológia (programozott elektrostimuláció és His-elektrográfia) úttörői többször tartottak előadást hazánkban. Hein Wellens professzort (Maastricht/NL) előterjesztésére az MKT elnöksége a társaság tiszteletbeli tagjává fogadta (1997). Benjamin Scherlag professzorral (Oklahoma City, OK, USA) aritmia-szimpóziumot szervezett és referátumokat tartott az International Society of Internal Medicine (ISIM’94) 1994-ben Budapesten megrendezett világkongresszusán.
Mostanáig 290 előadást/posztert tartott/prezentált, ezek kb. egyharmadát nemzetközi [tengerentúli és európai] fórumon (ESC, WCC, NASPE/HSR, AHA, CARDIOSTIM, APS, ISHR). 1990-ben az Európai Kardiológusok Társasága (ESC) stockholmi kongresszusán a tudományos bizottság felkérésére 45 perces plenáris referátumot tartott a kamrai extrasystolia számítógépalapú differenciáldiagnosztikájáról. Az Amerikai Egyesült Államokban nyolc élenjáró szívkongresszuson (NASPE, AHA) tartott előadást (New Orleans-ban, Chicago-ban, Seattle-ben, San Diegóban, Colorado Springs-ben, Oklahoma City-ben, Washingtonban, New York City-ben). Több mint 150 alkalommal volt nemzetközi/hazai belgyógyász és kardiológiai kongresszuson/szimpóziumon meghívott előadó, kerekasztal-konferencia-moderátor és/vagy üléselnök. Előadással/poszter-bemutatóval szerepelt (az említett USA-beli kongresszusokon kívül) rangos nemzetközi konferenciákon (Athén, Amszterdam, Baden, Beaune (Franciaország), Berlin, Bécs, Birmingham, Bologna, Düsseldorf, Glasgow, Göteborg, Helsinki, Heraklion (Kréta), Interlaken (Svájc), Innsbruck, Jeruzsálem, Leuwen, London, Maastricht, Nizza, Párizs/Versailles, Plzen, Prága, Rio de Janeiro, Rotterdam, Róma, Stockholm, Szófia, Tokió, Ulm, Utrecht). A Magyar Kardiológusok Társasága (MKT) rendezvényein és a Debreceni Kardiológiai Napokon többször szerepelt, mint referens és/vagy üléselnök.

## Hazai és nemzetközi bírálói tevékenysége
1995 óta bírálója a kardiovaszkuláris orvoslás élenjáró (legnagyobb impaktfaktorszámú) amerikai folyóiratának, a Circulation-nek; lektora továbbá a Journal of Interventional Cardiac Electrophysiology-nak (USA, 2001-), az Orvosi Hetilap-nak (1987- ), a Cardiologia Hungarica-nak (1986- ) és a Magyar Belorvosi Archívum-nak (1988- ). Felkérésre évek óta bírál/véleményez egyetemi doktori (PhD), MTA-nagydoktori (DSc) és OTKA-pályázatokat, folyóirat- és könyvkéziratokat, gyógyszer-kipróbálási tervezeteket. Rendszeresen részt vesz a hazai kardiológiai protokollok, szakmai irányelvek összeállításában, ellenőrzésében.

## Könyvei
- Klinikai betegbemutatások. Válogatott fejezetek a belgyógyászatból (szerk.: Varró Vince, Fazekas Tamás), Medicina Könyvkiadó, 1989
- A magnézium (szerk.: Fazekas Tamás, Selmeczi Béla, Stefanovits Pál), Akadémiai Kiadó, 1992; Kardiológiai fejezet szerzője
- Magnesium in Biological Systems (eds.: T. Fazekas, B. Selmeczi, P. Stefanovits), Akadémiai Kiadó, 1994
- Klinikai szív-elektrofiziológia és aritmológia (szerk.: Fazekas Tamás, Papp Gyula, Tenczer József), Akadémiai Kiadó, 1999
- A Szegedi Tudományegyetem Belgyógyászati Klinikájának története (szerk.: Lonovics János, Fazekas Tamás, Varró Vince), Akadémiai Kiadó, 2003
- A szívritmuszavarok kezelése. Klinikai bizonyítékok (szerk.: Fazekas Tamás, Csanádi Zoltán), Medicina Könyvkiadó, 2004
- Közleményjegyzék, 1973-1991 Szegedi Tudományegyetem Szent-Györgyi Albert Orvos- és Gyógyszerésztudományi, Általános Orvostudományi Kar I. sz. Belgyógyászati Klinika (szerk. Fazekas Tamás), SZOTE ÁOK, 1991
- Közleményjegyzék, 1991-2006 Szegedi Tudományegyetem Szent-Györgyi Albert Orvos- és Gyógyszerésztudományi Centrum Általános Orvostudományi Kar I. sz. Belgyógyászati Klinika (szerk. Fazekas Tamás), SZTE ÁOK, 2006
- Klinikai szív-elektrofiziológia és aritmológia – második, bővített, átdolgozott kiadás (szerk.: Fazekas Tamás, Merkely Béla, Papp Gyula, Tenczer József) Akadémiai Kiadó, 2009
- Pitvarfibrilláció. A szívizomsejttől a betegágyig. Klinikai bizonyítékok, pp. 1–550, Medicina Könyvkiadó, 2010
- Pitvarlebegés. Akadémiai Kiadó, pp. 1–356, 2013

## Díjai
- European Society of Cardiology (ESC) ösztöndíja (1990-1991)
- Az University of Oklahoma Health Sciences Center vendégprofesszori ösztöndíja (1991-1992)
- A Magyar Tudományos Akadémia (MTA) Nívódíja (1994)
- A Magyar Tudományos Akadémia (MTA) Nívódíja (2000)
- A Markusovszky Lajos Alapítvány és a Medicina Könyvkiadó különdíja Markusovszky-díj (2004)
- A Magyar Tudományos Akadémia (MTA) Nívódíja (2009)